# 字一色
字一色（ツーイーソー）とは、麻雀における役のひとつ。役満。読んで字の如く、字牌のみで構成された和了形である。

## 概要
7種類ある字牌のうち5種類を使った対々和の形、もしくは7種類すべてを使った七対子の形になるが、ほとんどの場合副露した対々形での和了となる。配牌にどれくらいの字牌暗刻・字牌対子が含まれているかで大きく成否が左右される。鳴いて手作りできるため、配牌の如何によっては比較的早い巡目でテンパイに漕ぎつけることもあるが、派手な副露になってしまうため、警戒されることも多い。使う牌の性質上四喜和や大三元との複合が可能で、非常に稀にではあるが四暗刻や四槓子と複合することもある。

## 牌姿の例
（例）副露した字一色
とのシャンポン待ち。
（例）四喜和との複合
とのシャンポン待ち。四喜和が複合しており、北なら大四喜字一色に、白なら字一色小四喜になる。
（例）字一色七対子
待ち。字一色七対子は難易度が非常に高く滅多に見られないため、ルールによっては「大七星」や「七福星」といった名でダブル役満としている場合もある。